# Pożary buszu w Australii (2019–2020)
Pożary buszu w Australii – jedne z największych w historii Australii pożary buszu, które nawiedziły ten kraj na przełomie lat 2019 i 2020. W ich wyniku zginęły co najmniej 34 osoby. 2500 budynków, w tym ponad 1300 domów, uległo zniszczeniu. Ogień strawił też 103 tysiące kilometrów kwadratowych buszu.

## Opis wydarzeń

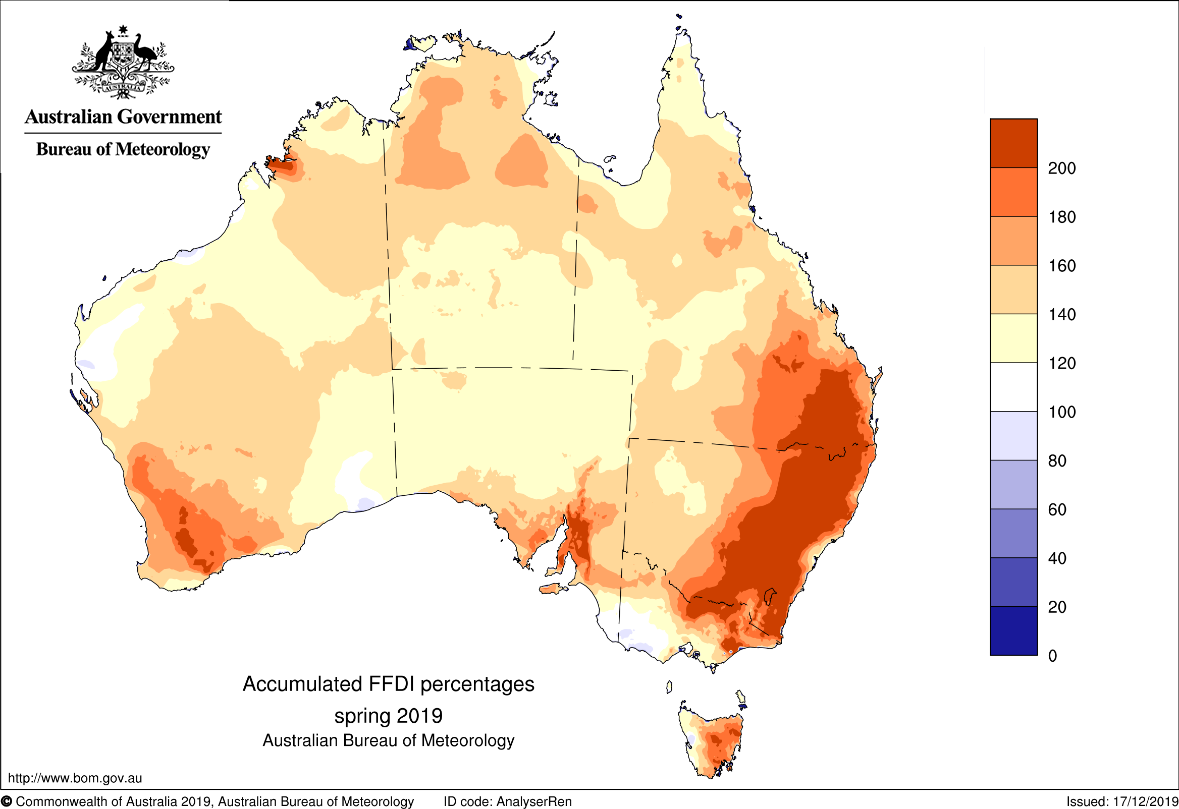
Indeks zagrożenia pożarem (Forest Fire Danger Index) wg stanu na 18 grudnia 2019

Pożary buszu w Australii są często występującym zjawiskiem, obecne są już 86. katastrofą tego typu, która w ciągu ostatnich 150 lat nawiedziła ten kontynent. We wrześniu w latach 2017 i 2018 Australia doświadczyła okresów silnej suszy, we wrześniu 2019 susza została wzmocniona oscylacją Dipolu Oceanu Indyjskiego, która w połączeniu z El Niño spowodowała utrzymującą się wysoką temperaturę i niski poziom opadów na wschodzie kontynentu, jednocześnie wpłynęła na niską aktywność huraganów w tym rejonie. Skutkiem tych zjawisk była najbardziej sucha wiosna w Australii (okres od września do listopada) i pierwsze pożary we wrześniu 2019. W październiku 2019 pożary zaczęły się rozprzestrzeniać szeroko po południowo-wschodniej Australii. W listopadzie 2019 stany Nowa Południowa Walia i Queensland ogłosiły stany wyjątkowe na swoich terenach. Przez listopad i grudzień pożary gwałtownie się rozprzestrzeniały. W grudniu 2019 zanotowano w Australii najwyższą średnią maksymalnych temperatur w historii kraju a w stanie Wiktoria zaobserwowano zjawisko tworzenia przez pożar własnej pogody, skutkującej wytwarzaniem przez dym chmur i piorunów, który powodowały nowe ogniska pożarów. W styczniu 2020 Nowa Południowa Walia ponownie ogłosiła stan wyjątkowy, a Wiktoria stan klęski żywiołowej.

## Wpływ na środowisko naturalne
W połowie grudnia 2019 NASA udostępniła wyniki analiz, z których wynika, że od 1 sierpnia pożary buszu w Queensland i Nowej Południowej Walii spowodowały emisję do atmosfery 250 mln ton dwutlenku węgla, wg danych na 2 stycznia emisja wyniosła 306 mln ton (w 2018 całkowita emisja CO2 na kontynencie australijskim była równa 536 mln ton). Uwolniony do atmosfery dwutlenek węgla zostanie pochłonięty przez odrastającą roślinność, jednak okres przywrócenia biocenozy buszu do pierwotnego stanu szacuje się na dekady, a w niesprzyjających warunkach występującej obecnie suszy może nigdy w pełni nie nastąpić. Naukowcy z Uniwersytetu w Sydney na początku stycznia 2020 oszacowali, że katastrofalne pożary spowodowały (w samym stanie Nowa Południowa Walia) bezpośrednio lub pośrednio śmierć 480 mln zwierząt.